# (37928) 1998 FO121
1998 FO121 (asteroide 37928) é um asteroide da cintura principal. Possui uma excentricidade de 0.10701800 e uma inclinação de 2.28288º.
Este asteroide foi descoberto no dia 20 de março de 1998 por LINEAR em Socorro.